# Clemens Steinbauer
Clemens Steinbauer (* 29. Juli 2002) ist ein österreichischer Fußballtorwart.

## Karriere
Steinbauer begann seine Karriere beim Deutschlandsberger SC. Zur Saison 2018/19 rückte er in den Kader der Kampfmannschaft des Regionalligisten, kam aber nicht zum Einsatz. Zur Saison 2019/20 wechselte er zum sechstklassigen TuS Groß St. Florian. In der COVID-bedingt abgebrochenen Spielzeit kam er zu 13 Einsätzen in der Unterliga. Zur Saison 2020/21 kehrte er nach Deutschlandsberg zurück, wo er im August 2020 sein Debüt in der Regionalliga Mitte gab. In drei Jahren kam er insgesamt zu 68 Einsätzen in der dritthöchsten Spielklasse.
Zur Saison 2023/24 wechselte Steinbauer innerhalb der Liga zu den Amateuren des LASK. In seiner ersten Saison kam er zu neun Einsätzen für die LASK Amateure. Zur Saison 2024/25 rückte er in den Profikader der Linzer, kam aber nie zum Einsatz. Für die Amateure absolvierte er weitere 21 Regionalligapartien. Zur Saison 2025/26 wechselte er zum Zweitligisten Admira Wacker. Sein Debüt in der 2. Liga gab er im August 2025, als er am ersten Spieltag jener Saison gegen die Kapfenberger SV in der Startelf stand.